# Vlasta Jelínková
Vlasta Jelínková, vlastním jménem Anna Jelínková, provdaná Schindlerová (31. října 1904 Sadská – 26. října 1988 Praha), byla česká herečka.

## Život
Narodila se 31. října 1904 v Sadské u Nymburka do herecké rodiny Jelínkových. Její tety (Terezie Brzková, Otýlie Beníšková, Marie Spurná) byly české herečky. Bratranci, sestřenice i rodiče byli také herci.
Vlasta Jelínková pokračovala v rodinné tradici. Jako herečka začínala v roce 1918 v Městském divadle v Kladně, přešla do Městského divadla Plzeň a v letech 1924–1926 a 1930–1945 byla členkou v Národního divadla moravskoslezského v Ostravě. Hrála též v Pardubicích a divadelní společnosti Karla Želenského. Od konce druhé světové války hrála v tehdejším Realistickém divadle Zdeňka Nejedlého v Praze. Do důchodu odešla v roce 1963.
V důchodu onemocněla srdeční arytmií a v roce 1987 dostala infarkt. Zemřela 26. října roku 1988 v Praze. Pohřbena je v rodné Sadské.

## Filmografie

### Film
- 1946 Mrtvý mezi živými – role: Gabrielová, režie: Bořivoj Zeman
- 1947 Nevíte o bytě? – role: majitelka bytu s andělem, režie: Bořivoj Zeman
- 1966 Kinoautomat: Člověk a jeho dům – role: babička, režie: Ján Roháč, Pavel Juráček, Vladimír Svitáček
- 1967 Rozmarné léto – role: služebná, režie: Jiří Menzel

### Televize
- 1968 Sňatky z rozumu (TV seriál) – role: Anna Semjonovna, Hanina učitelka francouzštiny, režie: František Filip
- 1971 Hostinec U koťátek (TV seriál) – role: Pivoňková)
- 1971 O Pomněnce (TV pohádka) – role: matka Pomněnky

### Rozhlas
- 1974 Mirko Stieber: Dva, role Královna ze Sáby, režie: Jiří Horčička